# 59 f.Kr.
| 59 f.Kr.           |
| ------------------ |
| Dødsfald - Fødsler |
|                    |

## Begivenheder
- Byen Firenze blev oprettet.